# 白城站 (倫敦地鐵)
白城站（英語：White City tube station）是英國倫敦地鐵的車站。白城位於倫敦西部白城的伍德巷，是中央線的一個車站，其兩側車站是牧者叢站和東阿克頓站。白城站位於倫敦第2收費區。車站開通於1947年11月23日。

## 外部連結
- London Transport Museum Photographic Archive White City Station in 1951.
- Shepherd's Bush and White City development （页面存档备份，存于）